# Jean Sennelier
Jean Sennelier est un céiste français de slalom. 
Il est médaillé d'argent en canoë monoplace (C1) par équipe et médaillé de bronze en C1 individuel aux Championnats du monde 1981 à Bala. Aux Championnats du monde 1987 à Bourg-Saint-Maurice, il est médaillé d'argent en C1 par équipe.